# Farida (piosenkarka)

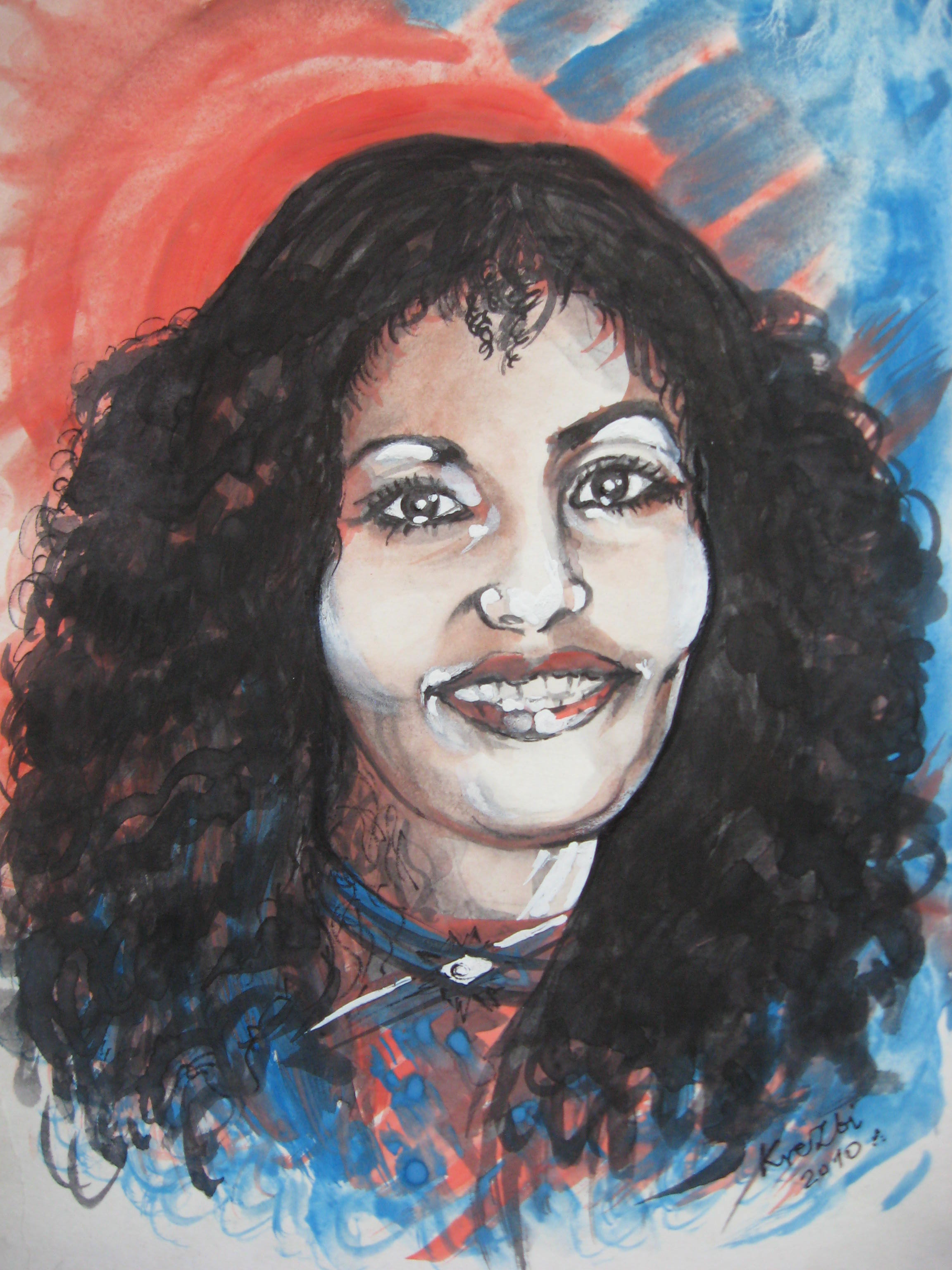
Portret Faridy autorstwa Zbigniewa Kresowatego

Farida, właściwie Concetta Gangi (ur. 26 września 1946 w Katanii, zm. 30 września 2024 w Taorminie) – włoska piosenkarka.  

## Życiorys
Urodziła się w Katanii w mieszanej rodzinie Egipcjanki i Włocha. W 1966 po udziale w kilku konkursach piosenkarskich wystąpiła pod pseudonimem Ketty Gangi na Festiwalu Nieznanych w Ariccia, organizowanym przez Teddy’ego Reno i Ritę Pavone.
Jej debiutem nagraniowym była piosenka „Superman”, wydana na płycie w 1968 pod kierownictwem Ruggera Ciniego, do ścieżki dźwiękowej filmu Wspaniali trzej Supermeni w Tokio. W tym samym roku piosenkami „Io per lui” i „La voce del silenzio” zdobyła uznanie publiczności, przyjmując ostatecznie pseudonim Farida. Podczas przedstawień odbywających się w Piper Clubie w Rzymie śpiewała utwory Mikisa Theodorakisa, Charlesa Aznavoura i Luigiego Tenco, a także wykonania jazzowe i rockowe, w stylu Billie Holiday i Janis Joplin.
W 1970 Czesław Niemen usłyszał ją na festiwalu Cantagiro, gdzie śpiewała piosenkę „Pensami stasera”. Pod wrażeniem jej talentu zaprosił ją na festiwal w Sopocie w tym samym roku. Na festiwalu otrzymała Nagrodę Dziennikarzy. Od tego momentu zaczęła się popularność Faridy w państwach bloku wschodniego. W Polsce wydała płytę winylową Farida (Muza SXL 0840).
W 1979 z jej udziałem wystawiono poświęcony Renato Zero spektakl Erozero. Rok 1981 przyniósł kolejną płytę Faridy Q disc Complicita wydaną przez Renata Zero i zawierający cztery piosenki („Basta”, „Si o no”, „Mentiro”, „Mister uomo”) z aranżacją autorstwa Ruggera Ciniego. Przez pewien czas Farida współpracowała z Franco Batiato i Alberto Radiusem.
W 1995 ukazała się płyta Di amore In amore, po wydaniu której artystka zdecydowała się na przerwę w karierze muzycznej. Powróciła na scenę w 2005 z utworem „Farida Walter Farina – Decisamente complici”.
16 lutego 2009 wystąpiła na Uniwersytecie im. Adama Mickiewicza w Poznaniu podczas koncertu z okazji 70. urodzin Czesława Niemena. Koncert ten zorganizował jego ostatni manager − Krzysztof Wodniczak. Po koncercie doszło do procesu sądowego pomiędzy Faridą a żoną Czesława Niemena, Małgorzatą Niemen o prawa do piosenki „Musica Magica”.
W 2022 została odznaczona Krzyżem Kawalerskim Orderu Zasługi Rzeczypospolitej Polskiej za wybitne osiągnięcia w pracy artystycznej oraz za rozwijanie polsko-włoskiej współpracy kulturalnej.

## Życie prywatne
Za mąż wyszła pod koniec lat 60. XX wieku. Na początku lat 70. urodziła syna, a w drugiej połowie lat 70. − córkę. Farida miała romans z Czesławem Niemenem, z którym wzięła symboliczny ślub w Zakopanem.